# Do The Wrong Thing
«Do the Wrong Thing» (titulado «Haz lo equivocado» en Hispanoamérica y «Haz el mal y acertarás» en España) es el décimo episodio de la trigésimo quinta temporada de la serie de televisión animada estadounidense Los Simpson, y el 760 en total. Se emitió en los Estados Unidos en Fox el 24 de diciembre de 2023. El episodio fue dirigido por Rob Oliver y escrito por Joel H. Cohen.
En este episodio, Homer y Bart se unen para hacer trampas mientras Lisa solicita plaza en campamentos universitarios. Ken Marino y Dan Patrick son estrellas invitadas. El episodio recibió críticas mixtas.

## Trama
El abuelo se retira como campeón de pesca y quiere que Homer le suceda en la próxima competición. Mientras tanto, Lisa se presenta a los campamentos universitarios de verano. Homer está preocupado porque nunca gana nada. En la competición, Homer lucha por pescar un pez, pero encuentra un pez en su barca después de que ésta vuelque. El pez es pesado como el más pesado, por lo que Homer gana. Mientras prepara el pescado para cocinarlo, Homer encuentra canicas en su interior. Bart admite haberle puesto canicas y Homer le da las gracias por hacer trampas.
Homer lleva a Bart a varias competiciones deportivas para ayudarle a hacer trampas y ganar. Mientras tanto, Lisa está preocupada porque nadie ha contestado a sus solicitudes. Lisa y Marge se fijan en los premios de Homer y Bart de las competiciones. Homer admite ante Marge que ha estado haciendo trampas y le sugiere que no hacerlas dificultaría las oportunidades de sus hijos. Más tarde, Lisa es aceptada en el equipo de remo del campamento de la Universidad de Springfield, lo que la confunde. Descubre que su solicitud contiene fotos alteradas de ella remando. En una competición, Lisa acusa a Homer de hacer trampas para meterla en el campamento y expone sus trampas a sus competidores, lo que les enfada.
Después de escapar de los competidores, Marge admite ser la que hizo trampas por Lisa. Esto escandaliza a Homer y Bart, y juran dejar de hacer trampas. Son secuestrados y llevados a la Universidad de Springfield, donde el decano dice que todos los aspirantes admitidos son tramposos. Lisa se niega a asistir. Al ver la afinidad de Homer por hacer trampas, el decano le ofrece un trabajo como profesor, pero éste también lo rechaza. Más tarde, se muestra que Bart está en la universidad dando una clase sobre hacer trampas.

## Producción
El guionista Joel H. Cohen basó la historia en un vídeo de un torneo de pesca en el que los competidores hacían trampas introduciendo pesos en los peces. El comentarista deportivo Dan Patrick actuó como locutor. Cohen y Patrick habían escrito juntos un libro sobre la National Football League. Ken Marino aparece como estrella invitada en el papel de Dean Belichick.